# Sevilhanas
Sevilhanas é um tipo de musica popular, cantada e escrita em Sevilha (Andaluzia) na Espanha. Historicamente estas são derivadas de musica popular de Castela, apimentada com ritmos Árabes. Tecnicamente são uma evolução de músicas castelhanas, tem um padrão musical relativamente elevado, mas letras ricas baseadas na vida no campo, virgens, cidades, vizinhanças e claro temas de amor. Estas são cantadas por uma grande abundancia de grupos locais, como Los Romeros de la Puebla, Los de Gines, Las corraleras de Utrera, Cantores de Híspalis e os Los del Rio. Todos os anos, dezenas de novos discos de sevilhanas são publicados.
As sevilhanas podem ser ouvidas no sul de Espanha, principalmente em feiras e festivais, incluindo na famosa Feira de Sevilha, La Feria de Sevilla. Há uma dança associada à música: "Baile de Sevilhanas", que consiste em quatro partes distintas. Podem se encontrar escolas ensinando "bailes de sevilhanas" quase em qualquer cidade de Espanha.
Sevilhanas é uma música muito leve e alegre e não faz parte do Flamenco, apesar de poder ser confundidas com este.